# Terre de Bünsow
La Terre de Bünsow est un territoire administratif norvégien situé au Spitzberg, dans le Svalbard, à l'intérieur de l'Isfjorden. Il est délimité par les bras du Sassenfjorden, le fjord Billefjorden au nord duquel commence la Terre de Dickson et le Tempelfjorden au sud duquel commence la Terre de Sabine tandis qu'à l'est débute la  Terre d'Olav V.
La Terre de Bünsow est relativement libre de glace, avec des montagnes escarpées le long des bras du fjord et avec une vallée qui divise ce paysage montagneux  – Gipsdalen - avec un lit et une rivière qui coule en direction du sud-ouest jusqu'à la baie de  Gipsvika. Le pic le plus élevé dans le nord-est est Urmstonfjellet avec 1 106 m. Il n'y a pas d'habitations sur ce territoire mais un certain nombre de petites balises le long du fjord de l'ouest.
L'ensemble de la zone est située à l'intérieur du Parc national de Sassen-Bünsow. Il n'y a pas de notification spécifique du Sysselman pour le public.
La terre est nommée d'après l'homme d'affaires suédois Friedrich Christian Ernestus Bünsow (1824-97), qui a été un contributeur à l'expédition De Geer au Spitzberg en 1896.